# Goodyear Theatre
Goodyear Theatre (aussi connu sous le nom Award Theatre, Golden Years of Television) est une série télévisée américaine d'anthologie de 55 épisodes de 30 minutes, diffusée entre le 30 septembre 1957 et le 23 mai 1960 sur le réseau NBC. L'émission était dirigée par Don Taylor, Arthur Hiller (2 épisodes, 1959) et James Sheldon (2 épisodes, 1959).

## Distribution
- Robert Ryan : Dr Robert Ross (5 épisodes, 1957-1958)
- David Niven : Alan Kevin (4 épisodes, 1957-1958)
- Jack Lemmon : Charles Dickens (4 épisodes, 1957-1958)
- Jane Powell : Harriet Kennedy (4 épisodes, 1957-1958)
- Virginia Gregg : Fay Lantry (3 épisodes, 1957-1959)
- Peter Leeds : Ed Stocker (3 épisodes, 1958)
- Paul Douglas : Harvey Otis (2 épisodes, 1958-1959)
- James McCallion : Barbier (2 épisodes, 1958-1959)
- Vivi Janiss : Mrs. March (2 épisodes, 1958-1960)
- Willard Sage : Major Ralph Phillips (2 épisodes, 1958-1960)
- Parley Baer : Roger Blake (2 épisodes, 1958-1959)
- Dayton Lummis : Lord Meredith (2 épisodes, 1958-1959)
- Russ Conway : Harrigan (2 épisodes, 1958)
- John Doucette : Ed Wilson (2 épisodes, 1958)
- Pat Crowley : Maggie Barrett (2 épisodes, 1959-1960)
- Jacqueline Scott : Ann Harper (2 épisodes, 1959-1960)
- Chet Stratton : Secretaire (2 épisodes, 1959-1960)
- Lurene Tuttle : Caroline Randall (2 épisodes, 1959-1960)
- Tony Randall : Charles MacArthur (2 épisodes, 1959)
- Charles Boyer : Alternate Lead Player (épisodes inconnus, 1957-1958)